# Pulkovská hvězdárna
Pulkovská hvězdárna (úplným označením: rusky Главная (Пулковская) астрономическая обсерватория Российской академии наук, zkráceně: ГАО РАН) je hlavní astronomická observatoř Ruské akademie věd. Nachází se na Pulkovských výšinách v nadmořské výšce 75 m, 19 km od centra Petrohradu.

## Historie

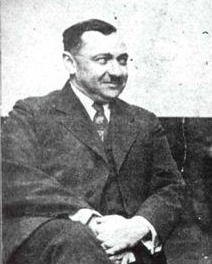
Boris Petrovič Gerasimovič

Na pulkovské hvězdárně pracoval i astronom Josef Sýkora, který v roce 1922 reemigroval do Československa a o svém bývalém působišti podával při svých přednáškách zprávy. Ty lze shrnout takto: Při svém vzniku se jednalo o německou hvězdárnu; jejím zakladatelem byl Friedrich Georg Wilhelm von Struve (1783–1864). Teprve v letech 1890–1894 začal hvězdárnu řídit ruský astronom Fjodor Alexandrovič Bredichin, ale už v roce 1895 jej vystřídal švédský astronom Johan Oskar Backlund. Backlund ruské učence podporoval – po něm  přešla hvězdárna do ruských rukou. Z výroční zprávy pulkovské hvězdárny z roku 1922 vyplývá, že hvězdárna měla dvě pobočky a celkem v ní pracovalo 51 astronomů, z toho bylo 21 žen. Hvězdáři pracovali ve velmi špatných pomínkách (mrzli a kvůli obživě si sami pěstovali brambory i zeleninu).
V době staliniských čistek byl popraven zdejší astronom a astrofyzik Boris Petrovič Gerasimovič († 30. listopadu 1937, rehabilitován 1957) a Dmitrij Ivanovič Jeropkin († 20. ledna 1938, rehabilitován 1955). Také mnoho dalších vědců nejen z pulkovské observatoře mělo podobný osud, jenže případ této hvězdárny byl známou aférou. U hvězdárny leží hřbitov astronomů a jejich rodinných příslušníků, dne 25. října 1996 byl na hřbitově odhalen kenotaf s bronzovou deskou s nápisem „Pulkovským astronomům - obětem politické represe“ a deska obsahuje i jména jednotlivých obětí.